# Gypsophila paniculata
Gypsophila paniculata L. è una pianta rizomatosa perenne appartenente alla famiglia delle Cariofillacee, comunemente nota come velo da sposa o pianta di gesso.

## Etimologia

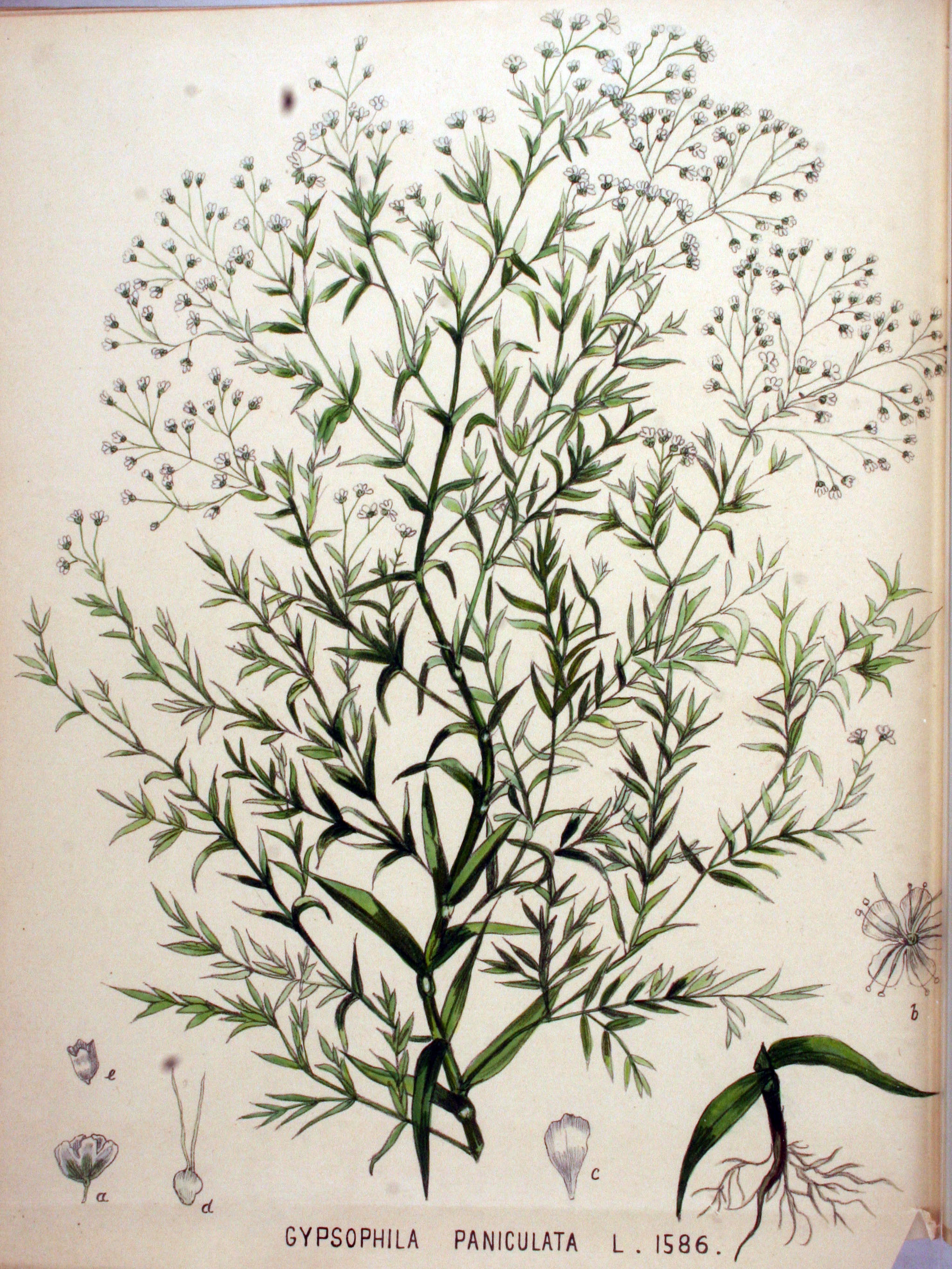

Il nome scientifico deriva dal greco, significa amante del gesso, probabilmente dovuto al tipo di terreno calcareo dove la pianta riesce a crescere.
Nel linguaggio dei fiori la specie simboleggia la delicatezza e la leggiadria.

## Descrizione
La pianta ha dimensioni piuttosto modeste, può raggiungere al massimo i 75 cm di altezza; le foglie sono di colore grigio verdastro, i fiori sono minuscoli e possono essere semplici o doppi di colore bianco (il più comune), rosa o raramente rossi.

## Distribuzione e habitat
La specie è originaria dell'Europa e dell’Asia.

## Coltivazione
La specie non è un sempreverde, ha bisogno di un'esposizione al sole e dev'essere tenuta al riparo da pioggia e vento.

## Usi
Questa pianta viene utilizzata per la produzione dei fiori recisi, soprattutto nei matrimoni, per questo ha il nome comune velo da sposa.

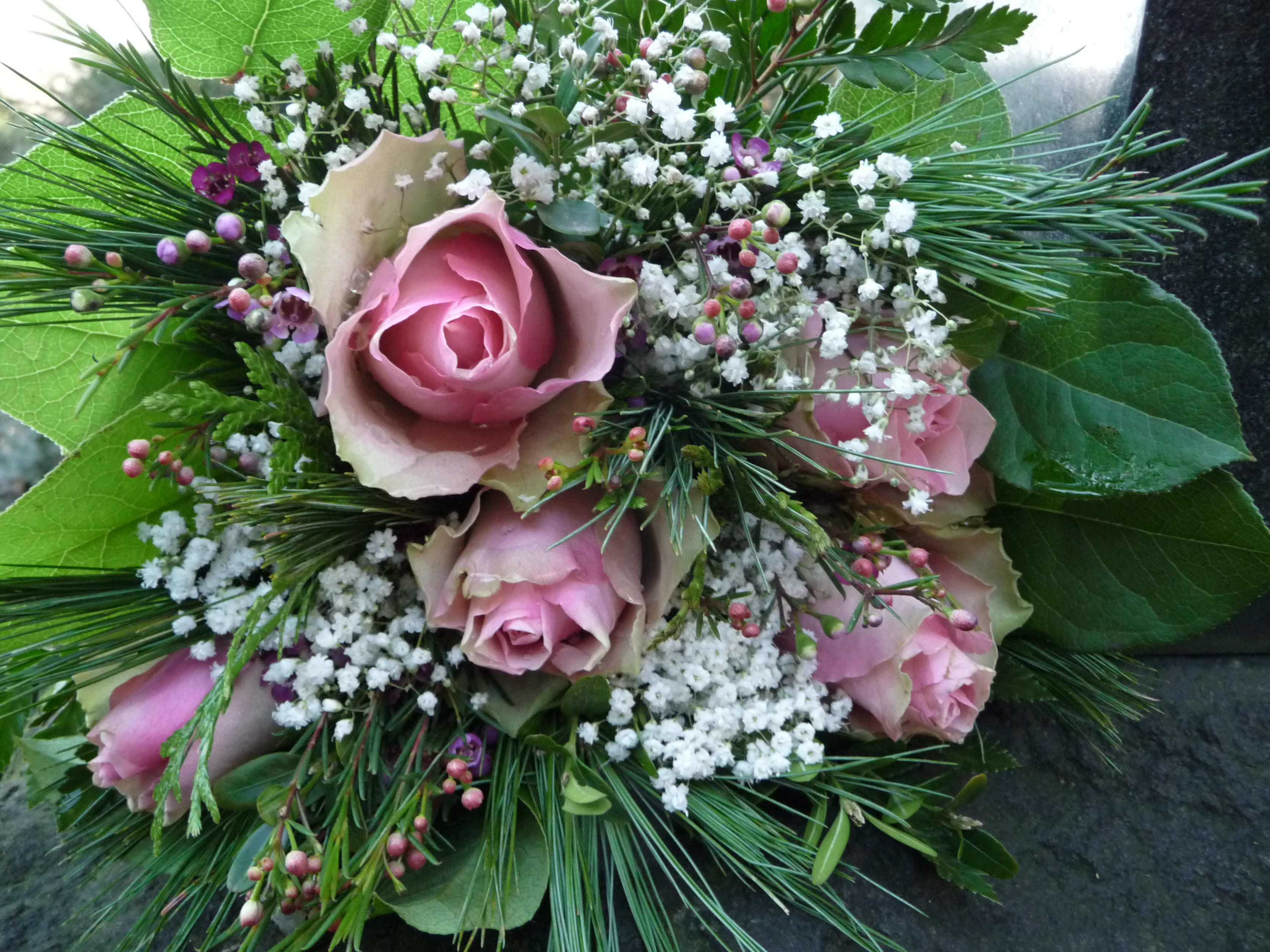
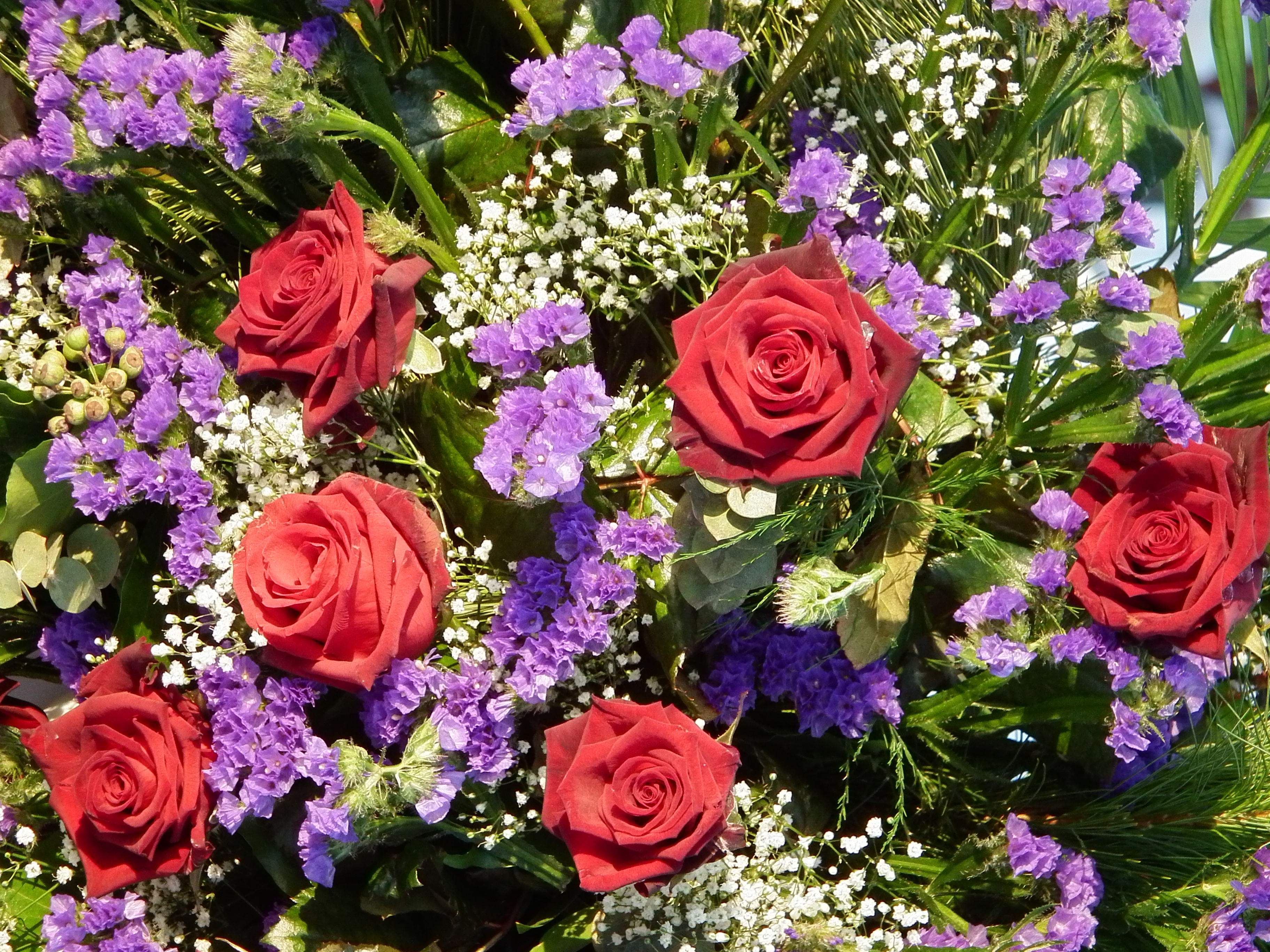
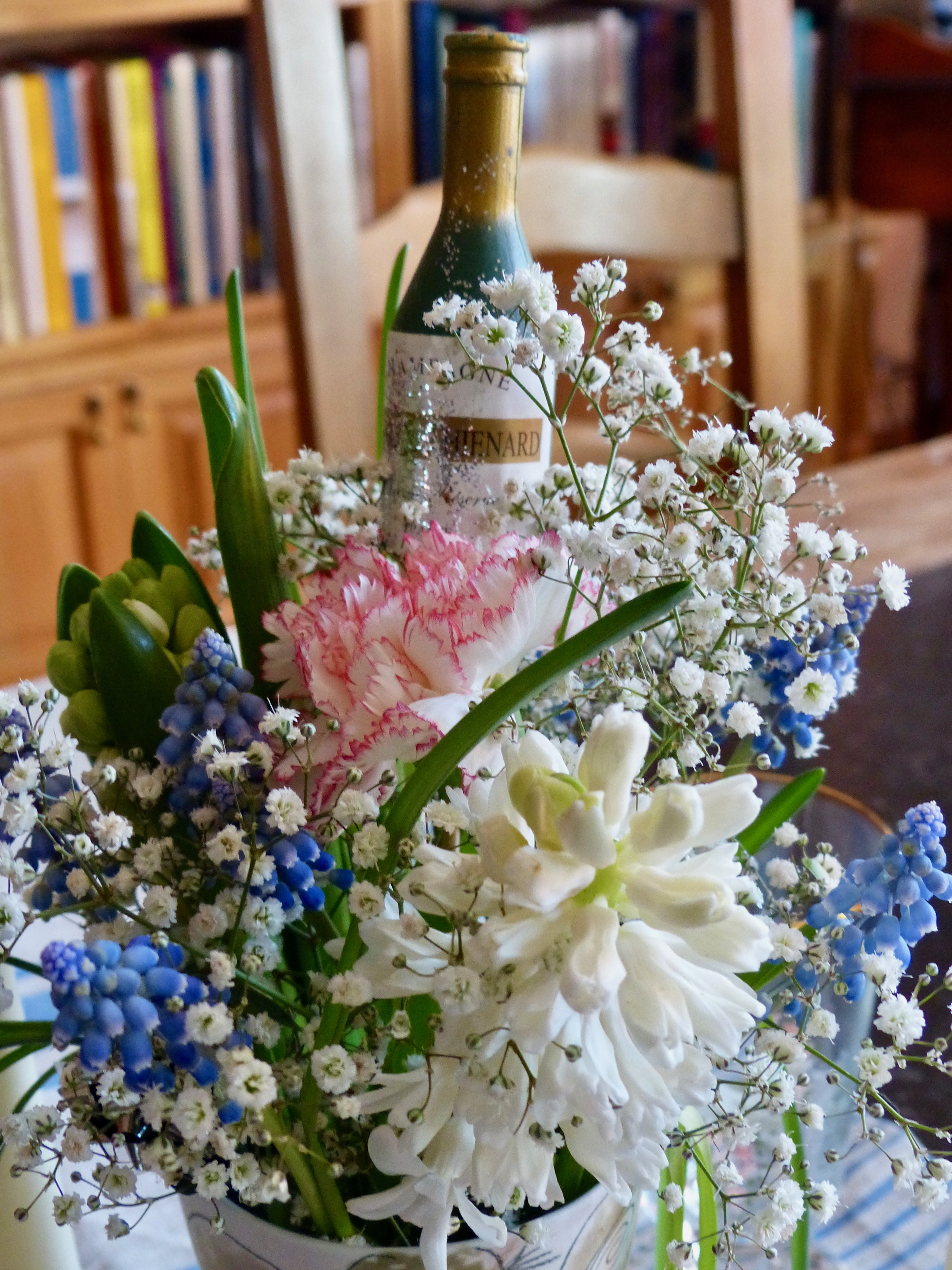
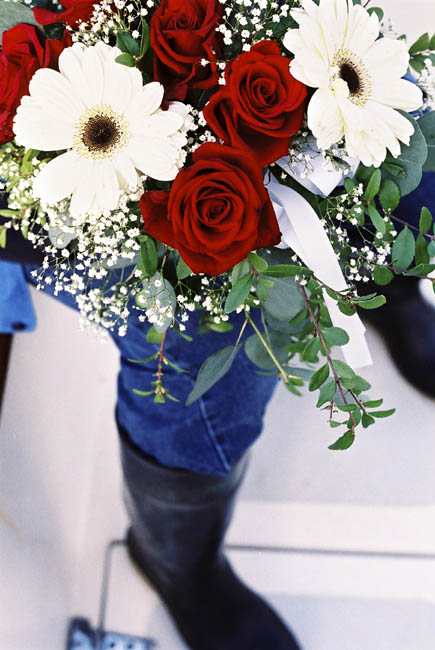